# Сергиевка (Знаменский район)
Се́ргиевка (Сергеевка) — деревня в Знаменском районе Тамбовской области России. Входит в состав Покрово-Марфинского сельсовета.
С 1861 по 1928 год деревня входила в состав Покровско-Марфинской волости 4-го стана Тамбовского уезда. С 1928 по 1959 год — в Покрово-Марфинский сельсовет Покрово-Марфинского района.

## География
Деревня находится в центрально-западно-южной части Тамбовской области, в лесостепной зоне, 1,8 км к юго-западу от Покрово-Марфино, 30 км к западу от Знаменки и в 45 км к юго-западу от Тамбова.
Расположена при одноимённом пруде.
Сергиевка со всех сторон окружена степными полями, вокруг водоёмов присутствует растительность.

### Районы деревни
- Начальный район деревни на севере, справа от платины назывался "Будай", происхождение топонима точно не установлено, но наиболее вероятная версия от тюркского «будай» (пшеница), возможно, район был связан с хлебопашеством;
- Центральный район - Центральный;
- Южный район - Коминтерн, в честь колхоза.

### Климат
Климат характеризуется как умеренно континентальный, относительно сухой, с тёплым летом и холодной продолжительной зимой. Среднегодовое количество осадков составляет около 550 мм, из которых большая часть выпадает в тёплый период. Снежный покров устанавливается в середине декабря и держится в течение 138 дней.

## Топоним
Главное название (Сергеевка, затем Сергиевка) связано с именем помещика или святого Сергея. Второе (Фролово) связано с именем последующего владельца деревни Михаила Фролова.

## История

### До основания
Первые стоянки на территории близ деревни возникли в эпоху позднего бронзового века, около 2 половины тысяч лет до н. э.. Так, близ Новопокровки Мордовского района был обнаружен курган бронзового века срубной культуры. Курганы также обнаружены в д. Борозде (к востоку от деревни), 2 кургана в д. Прудках, 3 в Третьяковке.
Известно, что в период раннего средневековья на этой территории кочевали половцы, а затем и другие кочевые народы.
До конца XVIII века местность рядом с нынешней Сергиевкой была совсем не заселена. Это была безлюдная степь, входившая в состав Дикого поля. Это объясняется тем, что, эти земли были местами откуда совершали набеги различные кочевники и селиться было небезопасно. Кроме того рек, на которых раньше селились люди было крайне мало и степной климат не позволял эффективно заниматься земледелием.
Так, Покрово-Марфино и Лаврово появились в 1780-х годах, Дуплято-Маслово и Грачёвка в конце XVIII века. Подлинно известно, что в 1769 году в этих местах не было ни одного населённого пункта.
Согласно «Планам дач генерального и специального межевания» на территории Сергиевки действовала дача.
«Земля проданная от Межевой Канцелярии подполковнику Ивану Павлову. Дата межевания: 26 октября 1780 года.»

### XIX век
Деревня являлась владельческой, основана приблизительно в канун проведения VII ревизии (1815 г.). С начала основания деревни владельческие крестьяне принадлежали двум помещикам - коллежскому советнику Фёдору Ивановичу Житову (1788-1867), он был также владельцем соседних поселений Коноплянки, Ново-Александровки, Новоникольского и полковнице Олимпиаде Ивановной Слепневой. Фактически это был один населённых пункт, но деревня разделялась по крестьянским обществам на 1-ю и 2-ю Сергиевки. В 1-й крестьяне принадлежали Житову, а во 2-й (находилась к югу от 1-й) Слепневой.  
В 1828 году, во время Русско-Турецкой войны 1828-1829 годов генерал-интендант 1-й армии Ипполит Иванович Пирогов разыскивал в Тамбовской губернии имение провиантского комиссионера Житова.
Приблизительно в 1830-х, майор Михаил Семёнович Фролов (1816 г.р) покупает у Житова крестьян вместе с северной и центральной частью деревни. Помимо Сергиевки Фролову также принадлежали части села Покрово-Марфина и деревни Даниловки.
Деревня 1-я Сергиевка упоминается, как сельцо в X ревизии, тогда в 1856 году деревня насчитывала 21 крестьянский двор с населением мужского пола: — 85, население женского пола — 78 душ. Крестьян - 132, дворовых - 31. Принадлежала жене Михаила Фролова - майорше г. Варваре Дмитриевне Фроловой (1828 г.р). В северной части деревни, у 1-й платины находилось поместье Фроловых, вокруг которого рос сад.
В 1857 году Житов отмежевал своё имение в даче в Сергиевке от других владельцев при помощи межевой канцелярии.
Список населённых мест Тамбовской губернии по сведениям 1862 года описывает сельцо Сергиевка Тамбовского уезда 4-го стана, по правую сторону Воронежского транспортного тракта на г. Усмань, при пруде.
В 1863 году деревня насчитывала 23 двора, 17 из них принадлежали бывшему помещику майору Михаилу Фролову, 6 других - жене штабс-капитана Прасковье Павловной Жуковской (Слепневой) и её брату поручику Константину Павловичу Слепневу, которые проживали в Санкт-Петербурге, и всем управлением занимался сельский староста Гавриил Алексеев.
В связи с Отменой Крепостного права: 23 (11) марта 1863 года на сельском сходе в полном числе домохозяев 1-й Сергиевки имеющих право голоса, а именно: Василий Харлампиев, Ефим Козьмин, Матвей Гаврилов, Давыд Лукьянов, Ларион Герасимов, Харлампий Яковлев, Матвей Александров, Ефим Борисов, Филипп Дмитриев, Степан Иванов и Пётр Антонов единогласно по обоюдному согласию приняли решение выкупить предоставленной по уставной грамотой наделы при содействии правительства с дополнительным платежом от них помещику, они же и составили договор и приложили к нему руки. 1 февраля 1864 года временнообязанные крестьяне в составе 54 человека получили право владеть землёй, усадебной оседлостью и полевыми угодьями размером 175 десятин и 1200 сажень выкупленную у помещика Михаила Семёновича Фролова с получением ссуды от правительства, на крестьян распространялась круговая порука. Границы приобретаемой земли следующая: с двух сторон крестьянский надел примыкает к землям Г. Житовой и Воейковой и отделен от них прудом, сложенного и смежного, с третьей стороны находится земля Г. Фроловой от крестьянской отделяется живым урочищем. За это общество крестьян должно было заплатить выкупную ссуду в размере 6480 рублей до 1913 года, при этом им помогало государство. Находящаяся в прудах рыбья ловля оставалась в распоряжении помещика. Дворовые люди и женщины прав на надел на получили. 5 дворов находящиеся в близком расстоянии от господского гумна, овина и господствующих строений для устранения чересполосицы были перенесены в качестве помощи владельцам дворов были 30 рублей серебром на двор.
Аналогичный сход произошёл во 2-й Сергиевке: 21 апреля 1864 года на сельском сходе в полном числе домохозяев 2-й Сергиевки имеющих право голоса, а именно: сельский староста Гавриил Алексеев, Дмитрий Максимов, Семён Сергиев, Гаврила Марьев, Семён Фёдоров и Федул Александров составили выкупной договор о выкупе в собственность усадебные и полевые угодья. 1 мая 1865 года временнообязанные крестьяне в составе 33 души получили право владеть землёй, усадебной оседлостью 4 дес. и пахотной размером 103 дес. 600 сажень. выкупленную у помещиков с получением ссуды от правительства, на крестьян распространялась круговая порука. Размер выкупной ссуды - 3970 руб.
В 1873 году деревня вместе со 2-й насчитывала 208 душ мужского пола.
В 1880 году 16 домохозяев Сергиевки арендовали у хутора Сухотинского женского монастыря 208 десятин трёхпольной пашни на 6 лет по 5,5 рублей за десятину (оплата 9 мая, 1 октября и 6 декабря). Во всех прочих общинах съемка земли подесятинная отдельными домохозяевами. Паровая земля снималась по 14—20 руб., яровая по 12—18 р. за десятину. Всего крестьяне имели 2,7 десятины надела на душу. Крестьяне, нанимающие землю для посевов, выговаривали себе право пасти по всему посевному участку. Посевы ржи на душу населения — 7. Сдающих надел — 7. Жеребьёвку крестьяне в 1886 году не делали уже 10 лет (Переверстка полей собственно для обмена полосами пашни на счастье по жребию). Крестьяне, бывшие Фролова, иногда арендовали пастбище, а больше отдавали крупный скот на пастбище в соседнее, имение с платою по 5 р. за корову, по 3 р. за телка.
В 1884 году, согласно подворной переписи деревня 1-я Сергиевка насчитывала 24 крестьянских двора (из них не имеют никакого скота - 2), (домов 6 аршинных - 4, 7 арш. - 11, 8 арш. - 9), ж.п. 64, м.п. 79, всего 143 жителя, из них 10 грамотных мужчин, 1 из них на обучении. 1 солдат на действительной службе Число лиц имеющих надел и обрабатывающих его лично - 13. В то время были сделаны 3 "ничтожных" поля (в одном только 1/30 дес. на душу, в двух по 1/6 дес.) и сверх того здесь крестьяне засеивали ежегодно распаханный участок выгона. Было одно торговое заведение и одна овчарня. Количество скота: лошадей - 73, коров - 49, овец - 315, свиней - 46. Деревня давала годовой доход государству 112 руб. в год.
Во время голода в России 1891-1892 годов 18 апреля 1890 (на 16 душ) и в 1891 году (на 47 душ) из-за неурожая из губернского продовольственного капитала была выдана продовольственная хлебная ссуда на сумму 39 руб. 50 коп.  Ссуда была бессрочная и была выдана главным образом безземельным крестьянам, вдовам и отставным солдатам.
К моменту 1891 года все временнообязанные крестьяне погасили свои выкупные платежи и получили в собственность наделы. В то время сельскими старостами были, в 1-й Сергиевке - Михаил Овчинников (неграмот.), во 2-й - Гавриил Алексеев Курятников (1815 г.р).
В 1894 году в Сергиевке было 3 землевладельцев: крестьянские общины и дворяне Е. М. Фролова и Прасковья Павловна Жуковская (урожд. Слепнева) (133 десятины, на её хозяйство работали 7 человек).
В 1897 году деревня вместе со 2-й насчитывала 315 жителей. Размер земельного надела на 1 ревизскую душу 3,2 (средний надел). Всего наделённой земли было 282, 7.
На 1899 год: домохозяев, ведущие самостоятельное хозяйство и обрабатывающих свой надел самостоятельно - 39, сдавали свой надел полностью -2, сдавали частью под озимой или яровой посев - 10. Крестьяне выращивали: рожь - 65 (дес.), овёс - 39, прос - 20, картофель - 4. Также они выращивали, снимая за деньги, или отработки: 40 десятин ржи, 43 овса, 25 проса.

### Нач. XX века
В нач. XX века Борисоглебский купец Василий Иванович Беднов покупает имение Фроловой (человек администрации в имении - 7, постоянных наёмных работников - 21, временных наёмных работников - 4, лошадей - 81, коров - 52, овец - 92, свиней - 77, общая площадь имения 1594.66 десятин). В наследство этого имения также вступили его родственники.
В 1903 году деревня вместе со 2-й Сергиевкой насчитывала 293 жителя. Лошадей - 61, рогатого скота - 147, овец - 10, свиней - 54. Плотников - 3, портных - 1, чесальщиков - 1. Относилась к церковному приходу села Покрово-Марфино, в 2 верстах от неё. Тип почвы - чернозём, подпочва глиняная. Форма землевладения - общинное. Крестьяне не арендовали и не покупали землю.
30 (17) апреля 1903 года в деревне был созван общественный сельский сход по распоряжению сельского старосты 1-й Сергиевки Петра Степановича Виноградова (1871 г.р), в количестве 70 душ, и 28 домохозяев, имеющих право голоса на сходе. На сходе обсуждалось и было принято решение изменить способ отбывания продовольственной повинности с натурального на денежный, а также о продаже хлебозапасного магазина и продаже общественного хлеба, хранившегося в нём, так как тот магазин не мог вместить нужное количество хлеба. Вырученную за продажу сумму предполагалось внести в Губернское Казначейство за Сергиевское общество в продовольственные сборы. Приговор прошения об вышеприведённых изменениях в тот же день был составлен и отправлен старостой в Покровско-Марфинское волостное правление. От туда приговор был направлен на рассмотрение земскому начальнику 7-го участка Тамбовского уезда коллежскому регистратору Нилу Владимировичу Елагину. 23 мая земскому начальнику был представлен приговор, он счёл ходатайство заслуживающим удовлетворения. 24 мая земской начальник утвердил и передал приговор на рассмотрение в Тамбовское Губернское присутствие. 31 мая прошение было удовлетворено.
1-5 июля 1905 года в деревне появилась чума свиней, от которой забелело - 17, а умерло - 16 животных (всего в деревне было 55 свиней).
Во время Столыпинской реформы создаётся 2-е Сергиевское товарищество, состоящее из 25 домохозяев при деревне Дмитриевке.После указа 9 ноября 1906 года, разрешавшего крестьянам выход из общины с закреплением земли в частную собственность, многие сельские общества и земельные товарищества начали перераспределять наделы. В Сергиевке этот процесс происходил через Тамбовский Крестьянский Поземельный Банк, который выдавал ссуды 2-му Сергиевскому товариществу на покупку земли. Товарищество летом 1907 года приобрело из имения Крестьянского Поземельного Банка земли в количестве 195 дес. 200 сажень за 38400 р. Что составляет около 198 р на удобную десятину, какова сума и была записана за товариществом в ссуду на 55,5 лет. Вся земля, за исключением 1,04 дес. Сенокосной, состояла из пахотной земли. Пашня была очень хорошего качества и 11 десятин в том числе и сенокос похуже, так как замечается примесь суглинка. Из справки бухгалтерии отделения от 19 декабря 1913 г. на имении в 2 Сергиевского товарищества числилось остатком капитального долга на 1 января 1914 г. в сумме 37382 р. 56 коп. и недоимок 924 р 45 к..
В 1910 году 1-я Сергиевка насчитывала 48 крестьянских дворов с 282 десятинами земли. Форма землевладения — подворно-наследственное. За этот год заболели: дизентерией - 1, гриппом - 5, малярией - 19, туберкулёзом - 1, сифилисом - 6.
Согласно епархиальным сведениям 1911 года, в то время в деревне (вместе со 2-й) насчитывалось 50 крестьянских дворов с населением: мужского пола — 171, женского пола — 175 человек; всего 346 жителя. Количество десятин надельной 272 (195 купленной во 2-й Серг.). В Сергиевке имелась одна одноклассная однокомплектная церковно-приходская школа (срок обучения 2 года), открытая после 1902 и не позже 1910. Преподаватели: Законоучитель протоирей села Покрово-Марфина, Василий Иванович Митропольский (1848, награждён орденом св. Анны, 3 степени) и учительница Ольга Елисеевна Тихонравова (дочь священника, окончила Тамбовское епархиархальное женское училище в 1890-х, награждена золотой медалью с надписью "За усердие" осенью 1912).
В 1913 году один из членов 2 Сергиевского товарищества - Фёдор Иванович Иванов (1860) вышел из товарищества, получив из него свою долю - полевой участок - 16 дес. 1253 кв. саж., усадебный - 1 дес. 797 саж.. Общая площадь - 17 дес. 2050 саж. Эти земли были выделены в единоличную собственность взамен его доли в товариществе. На выделенный участок был переведён долг перед Крестьянским Поземельным Банком (3520 рублей из общей ссуды №82964). Позже, в 1914 году товарищество обратилось к нему с иском о представлении товариществу права засеять треть участка, принадлежащего Ф.И. Иванову, озимой рожью.
Избы у крестьян, в основном, были тесные, крытые соломой. Избы и дворы непосредственно соединялись друг с другом и с соседними постройками, составляя почти непрерывную цепь строений. Они округлялись плетнями и изгородями из жердей и кольев. Внутри домов были большие глинобитные печи, которые занимали половину избы, кругом стен шли лавки. Дома были расположены тесно вплотную друг к другу. Деревня потягалась на 3 километра.
Главным рынком и экономическим центром для крестьян являлось Покрово-Марфино, где проходили базарные дни по воскресеньям. Скот ездили лечить туда же. Через Сергиевку проходил просёлочный тракт на с. Лавровский конный завод через д. Дмитриевку.
Наиболее значимыми людьми в деревне в то время были, приказчик Владимира Ивановича Жуковского (1860-1914) - Колесников Василий Анатольевич (1857) и Борисоглебские купцы Василий Иванович и В. Д. Бедновы. Имение Бедновых было расположено рядом с районом "Будай", справа у первой платины (бывш. Фроловых), в 1-й Сергиевке. Здесь же и располагался большой сад с яблонями, всего у них было 1026 дес. земли. У "Анатолича", как звали его крестьяне, хозяйство (130 дес.) было расположено у второй плотины во 2-й на другой стороне пруда, помимо Колесникова этим имением также распоряжались его две дочери - Никифорова Александра (1889) и Шахова Лидия (1886-1975). Некоторые крестьяне работали в этих усадьбах по найму в хозяйстве. В большие праздники Беднов раздавал крестьянам продовольствие и сахар, а также ежегодно выдавал из своего имения топливо для Сергиевской и Грачёвской церковных школ.  Около имений также работало производство по обжиганию кирпичей, от которого остались овраги.
В 1914 году деревня вместе со 2-й насчитывала 389 жителей. Престольный праздник - Покров День (1 октября, в честь престола П-Мф церкви), имелось имение Бедновых и церковно-приходская школа. 282 десятины земли. Относилась к 4-му Лавровскому призывному участку, в 8 верстах от него.

### Советский период
Во время выборов в Учредительное собрание (с 12 по 14 ноября 1917 г.) 1-я Сергиевка вместе со 2-й, Дмитриевкой и Ивановкой относились к 4-му избирательному округу Покровско-Марфинской волости. Центром этого округа, где принимались и считались голоса была д. Ивановка. В итоге в избирательный список от 1-й Сергиевки было занесено 122 избирателя. Всего проголосовало 97. Тем самым, явка составила 80%.Большинство населения единогласно отдало голоса за эсеров.
В 1917 году требовался ремонт моста из П-Марф. на деревню Сергиевку, его ремонтом должен был заниматься его владелец при наблюдении волостной земской управы.
Зимой 1918 имения Бедновых и Жуковских были разграблены и экспроприированы крестьянами, но сад остался. В конце этого же года церковно-приходская школа была преобразована в единую трудовую школу I-ой ступени и при ней открылась библиотека. 
Во время Тамбовского восстания отряды красных и восставших крестьян разной численностью совершали вылазки в деревню. Некоторые жители подверглись расстрелу. Во время продразвёрстки более 10 жителей умерло от голода. В конце зимы 1921 года крестьяне единогласно постановили быть твёрдыми в стойкости и поддерживать большевиков, каковы бы не были натиски восставших. Были также запрошены в волость красноармейские части для подавления набегов.
В начале 1920-х годов в Сергиевке есть сельско-хозяйственное товарищество "Васильево".
В 1923 году деревня насчитывала 61 домохозяйство с населением 386 жителей.
По данным Всесоюзной переписи 1926 года деревня насчитывала 82 домохозяйства, с населением женского пола — 233, мужского — 206, всего 439 жителей. Отдельно выделяется Сергиевское II товарищество (Слепнёвка) - 12 домохозяйств с населением 55 жителей, в 7 верстах от Покр-марф. В Сергиевскую школу в то время ходило 62 ребёнка. Учителем с 1926 года была комсомолка Кожаринова, прибывшая из уезда по по требованию уездного отдела народного образования, помимо школы она проводила занятия с взрослыми в пункте ликвидации безграмотности.
Утром весной 1926 года перед началом занятий в Сергиевской школе появился председатель Покровско-Марфинского сельсовета Павлов и стал таскать за ухо одного из учеников Петра Белевигина с целью наставления учительницы Кожариновой, заявив что дети не боятся учительницу и ничего не знают. Возражениями учительницы председатель сельсовета остался недоволен и подал на неё в местный народный суд по статье оскорбления при исполнении служебных обязанностей. Он совершил этот поступок, так как Кожаринова не хотела уступать своё рабочее место учительнице далёкой Рязанской школы, жене делопроизводителя милиции Зарубкина. Сергиевцы были взволнованы и составили приговоры в пользу своей учительницы. В июне, когда учительница собралась в отпуск в Тамбов, после этого народный судья Ярыгин немедленно шлёт заявление начальнику волостной милиции Анициферову с требованием задержать Кожаринову. В 12 часов ночи на 1 июля учительница была арестована. Были посланы жалобы в многие инстанции и из Сергиевки к судье прибывали уполномоченные с требованием освободить учительницу под их поручительство. В итоге учительницу решили лишить свободы на 2 месяца и уволить, но в дело вмешался тамбовский губернский отдел рабпроса вместе с прокурором. На скамью подсудимых за кумовство попали многие исполнители власти Покровско-Марфинской волости.
С началом коллективизации в деревне было образовано несколько колхозов (одни из них "Коминтерн" и "Красная Звезда"). В 1960 году они войдут в состав Покрово-Марфинского колхоза.
В 1932 году деревня насчитывала 531 жителя.
По воспоминаниям жителей была сильная 5 летняя засуха с 1933 по 1937 год, из-за неё был голод в ходе которого погибло около 16 человек.
В 1941 году деревня вместе со 2-й Сергиевкой насчитывала 80 домохозяйств.
В октябре 1950 г. во время выборов в Покрово-Марфинский районный Совет депутатов трудящихся от Сергеевского избирательного округа № 4 состав избирательной комиссии был: председатель окружной избирательной комиссии - Коньков Дмитрий Михайлович, от коммунистической организации райисполкома. Заместитель председателя - Филиппов Василий Павлович, от колхоза им. Кирова. Секретарь - Макурова Александра Романовна, от союза школ. Члены комиссии: от колхоза имени Кирова - Лаврентьев Иван Гаврилович, Овчинникова Александра Владимировна.
В 1959 году был проведён электрический свет.
На момент 1960-х годов в Сергиевке находились собственный дом культуры, где показывали фильмы (заведующий Дмитриев Николай Григорьевич (1922-2001) ), начальная школа (4 класса) и магазин. В среднюю школу в Покрово-Марфино детей подвозили.А дорогу от Сергиевки до Покрово-Марфино, ранним утром усеянную торопящимися на работу и в школу сельчанами, в шутку назвали «Китай город»- по схожести плотности потока людей.
Решением исполкома областного Совета от 11 февраля 1975 г. № 91 деревня 2-я Сергеевка была объединена с деревней 1-я Сергеевка в единый населённый пункт под названием Сергеевка.

## Население
| 2010 |
| ---- |
| 53   |

На 1862 год	в 16 дворах 158 человек: 77 мужчин, 81 женщина.
В 1989 году в деревне проживало — 80 жителей.
В 2002 году в деревне проживало — 59 жителей.
В 2006 году в деревне проживало — 63 жителя.
В 2008 году в деревне проживало — 60 жителей.
В 2010 году в деревне проживало — 53 жителя.
В 2017 году в деревне проживало — 37 жителей.
В 2020 году в деревне 19 домохозяйств.

## Фамилии
Фамилии большинства жителей стали писаться вскоре после военной реформы 1874 года, приблизительно в конце 1870-х. Многие крестьянские фамилии, почти без изменений, дошли до наших дней: 
Алексеевы (Курятниковы) - происходят от двух братьев Алексеевичей, Гавриила (1815), Александра (1817).
Александро́вы (Горшковы) - происходят от двух братьев Матвея (1826) и Федота (1835) Александровых.
Быстровы. 
Васильевы. 
Дмитриевы - происходят от трёх братьев Дмитриевичей: Сергея (1810), Филиппа (1814) и Гавриил (1820). У Сергея был сын Егор (1847). У Филиппа было 2 сына - Дмитрий (1853), Дмитрий (1858). У Гавриил был сын Даниил (1867). Вторая по распространённости фамилия.
Жаровы (Зотовы). 
Ивановы. 
Кондратьевы (Руфовы) - происходят от Осипа Кондратова (1782). 
Марвеев (Маричев). 
Овчинниковы. 
Тимофеевы (Курятниковы). 
Филипповы - происходят от вдовы Анисии Филипповой (1827).
Фёдоровы (Ключковы) - происходят от Фёдора, у него был сын Антон (1779).
Харламовы (Харлампиевы, Харлановы) - происходят от Харлампия Яковлева (1775).
Шацкие (Шацкие-Ивановы, Ивановы) - происходят от Михаила Иванова (1791) и его жены Евдокии Иваевой (1794), вероятно мокшане прибывшие из Шацкого уезда. Первая по распространённости фамилия. У них было 4 сына: Сергей (1814), Дмитрий (1819), Никанор (1823), Гавриил (1835). 
Яковлевы.

## Инфраструктура
Личные подсобные хозяйства. Источником водоснабжения населённого пункта служат индивидуальные скважины и колодец.

## Транспорт
Просёлочные дороги.